# Idicara thricophora
Idicara thricophora är en fjärilsart som beskrevs av George Francis Hampson 1894. Idicara thricophora ingår i släktet Idicara och familjen nattflyn. Inga underarter finns listade i Catalogue of Life.